# 566
سنة 566 م هي سنة بسيطة تبدأ يوم الجمعة حسب تقويم يولياني.

## أحداث
- أرسل جوستين الثاني قريبه إلى المنفى في الإسكندرية،هناك تم قتله أثناء نومه، وقطع رأسه وجلب إلى القسطنطينية،يعتقد أنها مهمة من إمبراطورة صوفيا.[4]

## مواليد
- العباس بن عبد المطلب عم الرسول محمد (ترجيحا).

## وفيات
- تشن وان رياضياتي صيني